# Makoto Ojiro
おじろ まこと
Œuvres principales
- Insomniaques
- La fille du temple aux chats

Makoto Ojiro (オジロマコト, Ojiro Makoto), née le 3 octobre 1982 dans la préfecture de Saitama (région de Kantō, Japon) est une mangaka japonaise. Elle est principalement connue pour sa série de tranche de vie Insomniaques (君は放課後インソムニア, Kimi wa Hōkago Insomunia, litt. « Les insomniaques après l'école ») publié dans le Weekly Big Comic Spirits puis adapté en anime et au cinéma en prise de vue réelle en 2023.

## Biographie
Makoto Ojiro commence sa carrière en tant qu'assistante du mangaka Masashi Asaki à l'âge de 19 ans. En 2005, soit quatre plus tard, elle fait ses débuts dans le Weekly Young Magazine. Elle y publie sa première série Katelin en 2006,.
Peu d'informations supplémentaires sont connues sur Makoto Ojiro. Le seul entretien télévisé acceptée par celle-ci s'est déroulé dans le cadre d'une émission de variétés : Détective ! Les scoops du soir (ja) (探偵!ナイトスクープ, Tantei Naito Sukūpu),.
À la suite du tremblement de terre ayant ravagé la péninsule de Noto, un événement caritatif à Nanao en lien avec l’œuvre Insomniaques se déroule du 3 mai au 2 juin 2024. L'événement donne lieu à des expositions de l'autrice ainsi que sa participation le 3 mai. Avec l'aide de son éditeur Shōgakukan, Ojiro reverse les revenus des ventes du manga pendant un an au fonds d'aide aux sinistrés de la ville de Nanao — du 16 avril 2024 au 15 avril 2025,.

## Œuvres

### Séries
- 2006–2008 : Katelin (カテキン, Catechine?). Publié dans le Weekly Young Magazine de Kōdansha.
- 2012–2016 : Fujiyama-san ha Shinshunki (富士山さんは思春期?). Publié dans le Manga Action de Futabasha.
- 2016–2018 : La fille du temple aux chats (猫のお寺の知恩さん, Neko no Otera no Chion-san?). Publié dans le Weekly Big Comic Spirits de Shōgakukan.
- 2019–2023 : Insomniaques (君は放課後インソムニア, Kimi wa Hōkago Insomunia?). Publié dans le Weekly Big Comic Spirits de Shōgakukan.
- Depuis 2024 : Shisutare Jisuta (しすたれじすた?)[6]. Scénario par Mari Okada. Publié dans le Weekly Big Comic Spirits de Shōgakukan.